# Sphaeridium miniatum
Sphaeridium miniatum är en svampart som beskrevs av Sacc. 1882. Sphaeridium miniatum ingår i släktet Sphaeridium, divisionen sporsäcksvampar och riket svampar.   Inga underarter finns listade i Catalogue of Life.